# Friedrich Peter Drömmer
Friedrich Peter Drömmer (Kiel, 16 gennaio 1889 – Gräfelfing, 22 gennaio 1968) è stato un pittore e designer tedesco, esponente di spicco delle avanguardie.
Friedrich Peter Drömmer (1889-1968) è stato un pittore espressionista tedesco, grafico e visual designer, oggi completamente dimenticato. Figlio di un carpentiere studia grazie solo alla sua tenacia. Il suo talento lo fa conoscere e apprezzare anche dai fondatori della Bauhaus a Dessau dove svolge anche corsi di visual design. Si lega al pioniere e visionario dell'aviazione Hugo Junkers, fondatore della fabbrica di aerei, capace di dare vita al più grande aereo mai costruito. Realizzerà per lui anche il logo della Junkers divenendone il direttore artistico.
Dopo la presa del potere dei nazisti in Germania la sua libertà espressiva viene letta come pericolosa e le ritorsioni, come sempre, rappresentano la fine della sua attività artistica. Viene arrestato dalla Gestapo e costretto a lavorare sotto falso nome. L'esperienza lo distrugge. Dopo la guerra sparisce dalla scena artistica (il blocco delle sue opere va dal 1915 al 1930) vittima di gravi disturbi mentali.